# 剣弘紀
剣 弘紀（つるぎ ひろのり、1968年12月20日 - )は、日本の元子役。東京都大田区出身。血液型はO型。

## 来歴・人物
1968年12月20日、東京都大田区出身。
1980年、『それゆけ!レッドビッキーズ』（テレビ朝日）にラクゴ / 大山三郎役で出演。

## 出演

### テレビ
- それゆけ!レッドビッキーズ（1980年 - 1982年、テレビ朝日・東映） - ラクゴ / 大山三郎 役
- 電子戦隊デンジマン 第20話「ゴリラ少年大暴れ」（1980年、テレビ朝日・東映） - 茂 役
- 婦警さんは魔女 (1983年、TBSテレビ・大映テレビ）